# إيمي تشان
إيمي تشان (بالصينية: 陳秀雯) هي ممثلة صينية، ولدت في 7 يناير 1962 في هونغ كونغ في الصين.

## وصلات خارجية
- إيمي تشان على موقع IMDb (الإنجليزية)
- إيمي تشان على موقع ميوزك برينز (الإنجليزية)
- إيمي تشان على موقع قاعدة بيانات الفيلم (الإنجليزية)